# Аларио, Лукас
Лу́кас Никола́с Ала́рио (исп. Lucas Nicolás Alario; род. 8 октября 1992, Тостадо) — аргентинский футболист, нападающий клуба «Интернасьонал» и сборную Аргентины.

## Биография

### «Колон»
Родившись в Тостадо, Санта-Фе, Аларио начал свою карьеру в клубе «Колон» из его родной провинции. Он дебютировал в чемпионате Аргентины 11 июня 2011 года, выйдя на замену на 59-й минуте вместо Кристиана Рауля Ледесмы в домашнем матче против «Арсенала». 22 марта 2014 года на Стадионе имени Эстанислао Лопеса в матче против «Тигре» на 4-й минуте Лукас забил первый гол за клуб, реализовав пенальти и принеся этим голом победу со счётом 1:0. 12 мая 2015 года он дважды забил в матче против «Дефенса и Хустисия», что принесло команде первую выездную победу в сезоне со счётом 3:2.

### «Ривер Плейт»
26 июня 2015 года Аларио перешёл в «Ривер Плейт» за 2,25 миллиона песо, подписав контракт на четыре года. Он дебютировал 11 июля, заменив Фернандо Кавенаги за 30 минут до конца домашнего матча с «Темперлей», завершившегося со счётом 1:1. Одиннадцать дней спустя, выйдя на замену, он сравнял счёт в ответном матче полуфинала Кубка Либертадорес против «Гуарани», принеся команде ничью 1:1 и победу 3:1 по сумме двух матчей. Благодаря этому «Ривер Плейт» вышел в финал Кубка Либертадорес впервые с 1996 года. 5 августа в ответном матче финала против «УАНЛ Тигрес» под конец первого тайма Аларио открыл счёт, а его команда выиграла этот матч со счётом 3:0.
Восемнадцать дней спустя Аларио впервые вышел в стартовом составе в матче чемпионата против «Эстудиантеса», но был удалён, а его команда проиграла 2:1. 6 сентября 2015 в матче против «Нуэва Чикаго» Лукасу впервые удалось отличиться за клуб, забив хет-трик. 31 октября, выйдя на замену на 55-й минуте против Николаса Бертоло, он забил единственный гол в матче против «Велес Сарсфилд».
16 декабря в полуфинале клубного чемпионата мира по футболу 2015 в Осаке Аларио забил единственный гол в матче против «Санфречче Хиросима», выведя свою команду в финал турнира.

### «Байер 04»
В середине 2017 года немецкий «Байер 04» договорился о переходе Аларио за 24 млн евро. Однако Аргентинская ассоциация футбола наложила запрет на переход. Леверкузенский клуб обратился в ФИФА с просьбой утвердить переход игрока. 22 сентября ФИФА отклонила апелляцию «Ривер Плейт» и Футбольной ассоциации Аргентины по поводу перехода нападающего Лукаса Аларио в немецкий клуб и разрешила перейти ему в «Байер 04». Контракт подписан до 30 июня 2022 года.
24 сентября 2017 года дебютировал за «Байер 04» в матче против «Гамбурга». В этом матче он забил свой первый гол за «фармацевтов» и отдал голевой пас на Кевина Фолланда. В этом поединке Аларио стал первым аргентинцем за 26 лет, забивший в дебютном матче в Бундеслиге.

## Достижения
«Ривер Плейт»
- Обладатель Кубка Либертадорес: 2015

## Клубная статистика
| Выступление      | Выступление                              | Выступление      | Лига | Лига | Кубки | Кубки | Кубки КОНМЕБОЛ/ Еврокубки | Кубки КОНМЕБОЛ/ Еврокубки | Остальные | Остальные | Итого | Итого |
| Клуб             | Лига                                     | Сезон            | Игры | Голы | Игры  | Голы  | Игры                      | Голы                      | Игры      | Голы      | Игры  | Голы  |
| ---------------- | ---------------------------------------- | ---------------- | ---- | ---- | ----- | ----- | ------------------------- | ------------------------- | --------- | --------- | ----- | ----- |
| Колон            | Примера A Насьональ/ Примера B Насьональ | 2010/2011        | 1    | 0    | 0     | 0     | 0                         | 0                         | 0         | 0         | 1     | 0     |
| Колон            | Примера A Насьональ/ Примера B Насьональ | 2011/2012        | 9    | 0    | 0     | 0     | 0                         | 0                         | 0         | 0         | 9     | 0     |
| Колон            | Примера A Насьональ/ Примера B Насьональ | 2012/2013        | 2    | 0    | 0     | 0     | 0                         | 0                         | 0         | 0         | 2     | 0     |
| Колон            | Примера A Насьональ/ Примера B Насьональ | 2013/2014        | 21   | 3    | 0     | 0     | 0                         | 0                         | 0         | 0         | 21    | 3     |
| Колон            | Примера A Насьональ/ Примера B Насьональ | 2014             | 15   | 6    | 2     | 0     | 0                         | 0                         | 0         | 0         | 17    | 6     |
| Колон            | Примера A Насьональ/ Примера B Насьональ | 2015             | 10   | 3    | 0     | 0     | 0                         | 0                         | 0         | 0         | 10    | 3     |
| Колон            | Итого                                    | Итого            | 58   | 12   | 2     | 0     | 0                         | 0                         | 0         | 0         | 60    | 12    |
| Ривер Плейт      | Примера A Насьональ                      | 2015             | 6    | 4    | 0     | 0     | 10                        | 4                         | 0         | 0         | 16    | 8     |
| Ривер Плейт      | Примера A Насьональ                      | 2016             | 13   | 6    | 0     | 0     | 7                         | 3                         | 0         | 0         | 20    | 9     |
| Ривер Плейт      | Примера A Насьональ                      | 2016/17          | 27   | 12   | 6     | 7     | 8                         | 4                         | 0         | 0         | 41    | 23    |
| Ривер Плейт      | Примера A Насьональ                      | 2017/18          | 1    | 0    | 2     | 1     | 2                         | 0                         | 0         | 0         | 5     | 1     |
| Ривер Плейт      | Итого                                    | Итого            | 47   | 22   | 8     | 8     | 27                        | 11                        | 0         | 0         | 82    | 41    |
| Байер 04         | Бундеслига                               | 2017/18          | 23   | 9    | 3     | 1     | 0                         | 0                         | 0         | 0         | 26    | 10    |
| Байер 04         | Бундеслига                               | 2018/19          | 27   | 9    | 2     | 1     | 7                         | 4                         | 0         | 0         | 36    | 14    |
| Байер 04         | Бундеслига                               | 2019/20          | 11   | 4    | 1     | 1     | 5                         | 0                         | 0         | 0         | 17    | 5     |
| Байер 04         | Итого                                    | Итого            | 61   | 22   | 6     | 3     | 12                        | 4                         | 0         | 0         | 79    | 29    |
| Всего за карьеру | Всего за карьеру                         | Всего за карьеру | 166  | 56   | 16    | 11    | 39                        | 15                        | 0         | 0         | 221   | 82    |